# He 162戰鬥機
He 162是德國於二次世界大戰時第二架量產的噴射戰鬥機，期望以簡單的設計大量生產，配合低飛行訓練時間的飛行員攔截美國的轟炸機群，因此又有國民戰鬥機的暱稱。

## 歷史

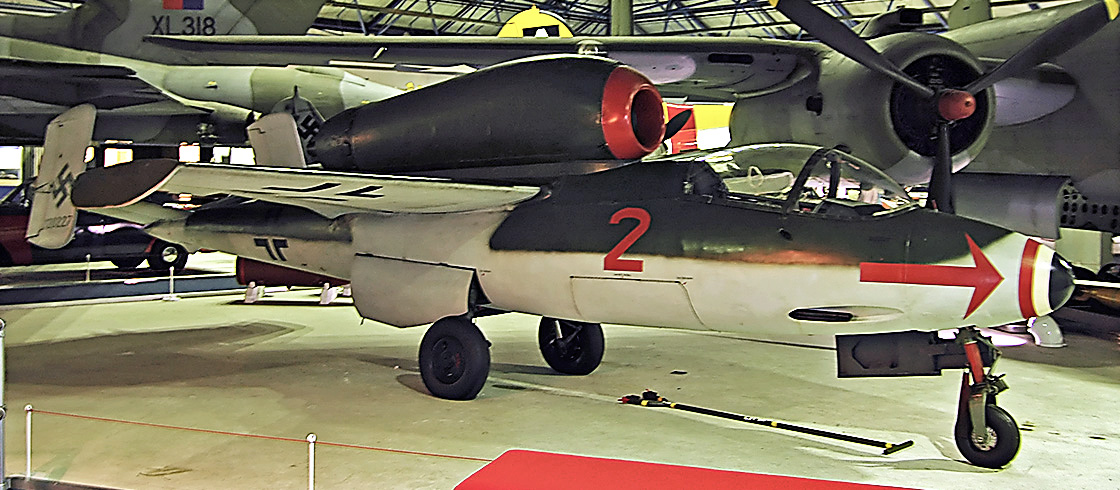
He 162戰鬥機

以英國為基地在日間轟炸德國的美國轟炸機群到了1944年下半年已經成功的耗損德國空軍的實力，面對制空權喪失以及生產與運輸系統遭到破壞的壓力，納粹黨領袖Karl-Otto Saur提出一項輕型戰鬥機研發計畫，這一架戰鬥機將以噴射發動機為動力，空戰時的重量不超過2000公斤，構造簡單以便利大量生產，裝備一到兩門20毫米MG 151机炮，只需要接受過簡單飛行訓練的人員就能夠操作與戰鬥，因此有國民戰鬥機的稱號。
這個設計案於1944年9月初送交各飛機設計公司評估，包括當時戰鬥機總監阿道夫·加蘭德在內等多人都認為這項計畫不切實際，而且還要使用僅有非常少飛行訓練時間的希特勒青年團的成員，如果飛機損壞也不打算修理而直接換新，應該要全力生產Me 262戰鬥機才對。
但是納粹黨和德國空軍總司令戈林仍然在9月底決定由布洛姆+福斯和亨克爾的設計案中挑選一架進入量產。雖然文件上顯示布洛姆+福斯的預估性能較為優異，最後是以亨克爾廠的P.1073設計案獲選。整個計畫被稱為火精靈（Salamander），飛機本身為Spazt（德文的麻雀），第一架原型機He 162 V1預計於1944年12月底以前試飛，而第一批1000架將於1945年4月生產完畢，同年5月時每個月的產量要提升至2000架。

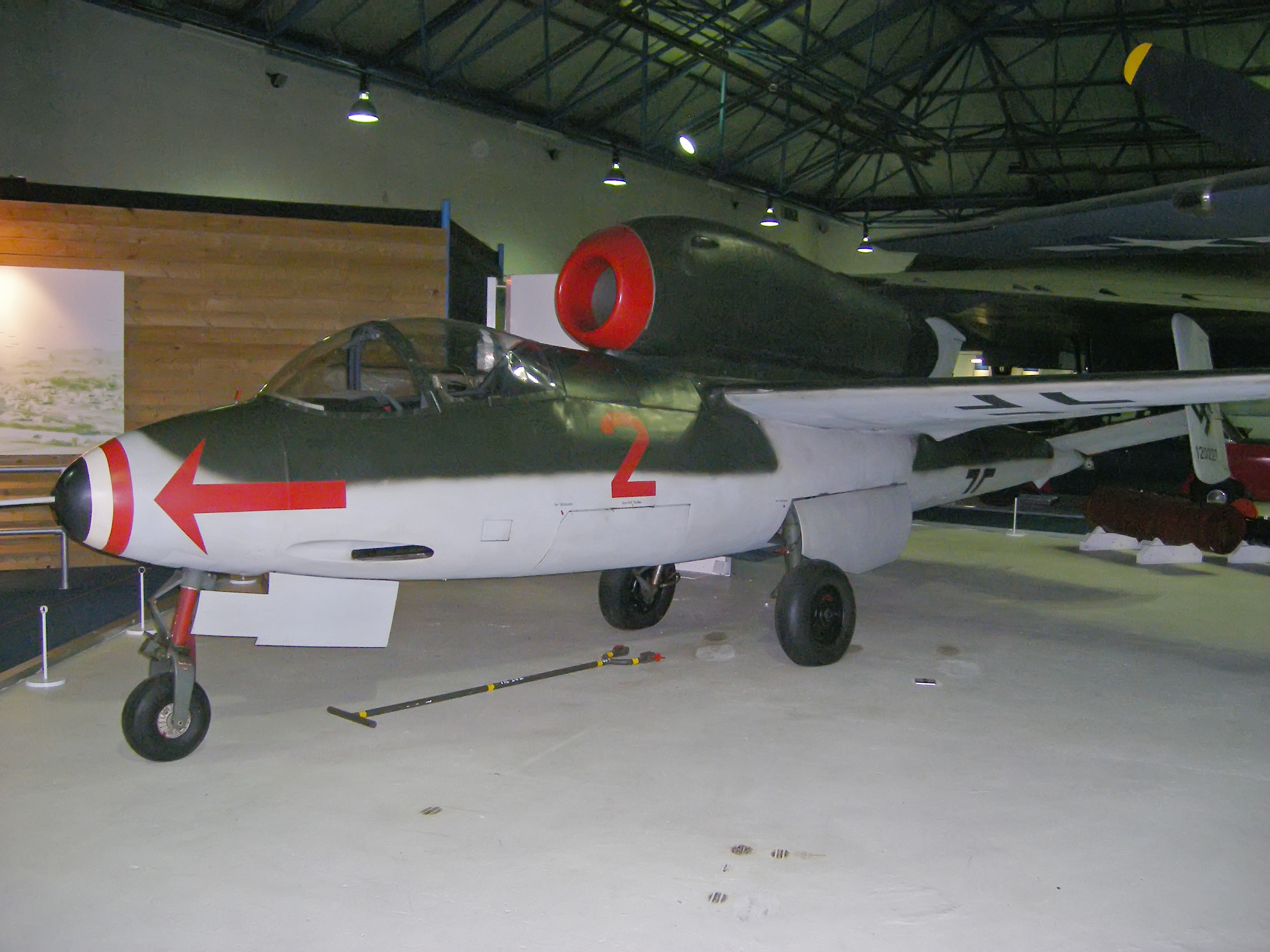
現存在英國皇家空軍博物館的He 162

He 162 V1於1944年12月6日進行首次試飛，在空中飛行20分鐘之後降落，檢查時發現飛機一邊的主起落架艙門整個被氣流吹走。12月22日第二架原型機試飛時發現橫軸與中軸兩個方向上的飛行穩定性不夠，必須加大兩片垂直安定面的面積與向中央傾斜55度。此外飛行時有機頭上仰的現象，必須加裝配重以抵銷這種趨勢。
1945年初，He 162已經有100架原型和量產型出廠，大規模生產計畫也進入成熟階段，可是飛行員訓練進度加上燃料短缺，使得He 162並沒有規劃中的大量飛行員來操作，到了大戰結束時這架戰鬥機並未發揮原先設計的功能，也沒有確切的作戰紀錄。

## 基本資料

- 生產廠商：亨克爾公司

- 發動機：一具BMW 003E-1噴射發動機

- 最大出力：7.8kN

- 乘員：1人

- 長：9.05米

- 翼展：7.2米

- 高：2.6米

- 翼面積：11.20平方米

- 空重：1663公斤

- 作戰重量：2805公斤

- 航程：620公里

- 最大空速：790公里/時

- 實用升限：12010米

- 爬升率：115.2米/秒

- 武裝：2門20毫米MG 151机炮

## 設計特點

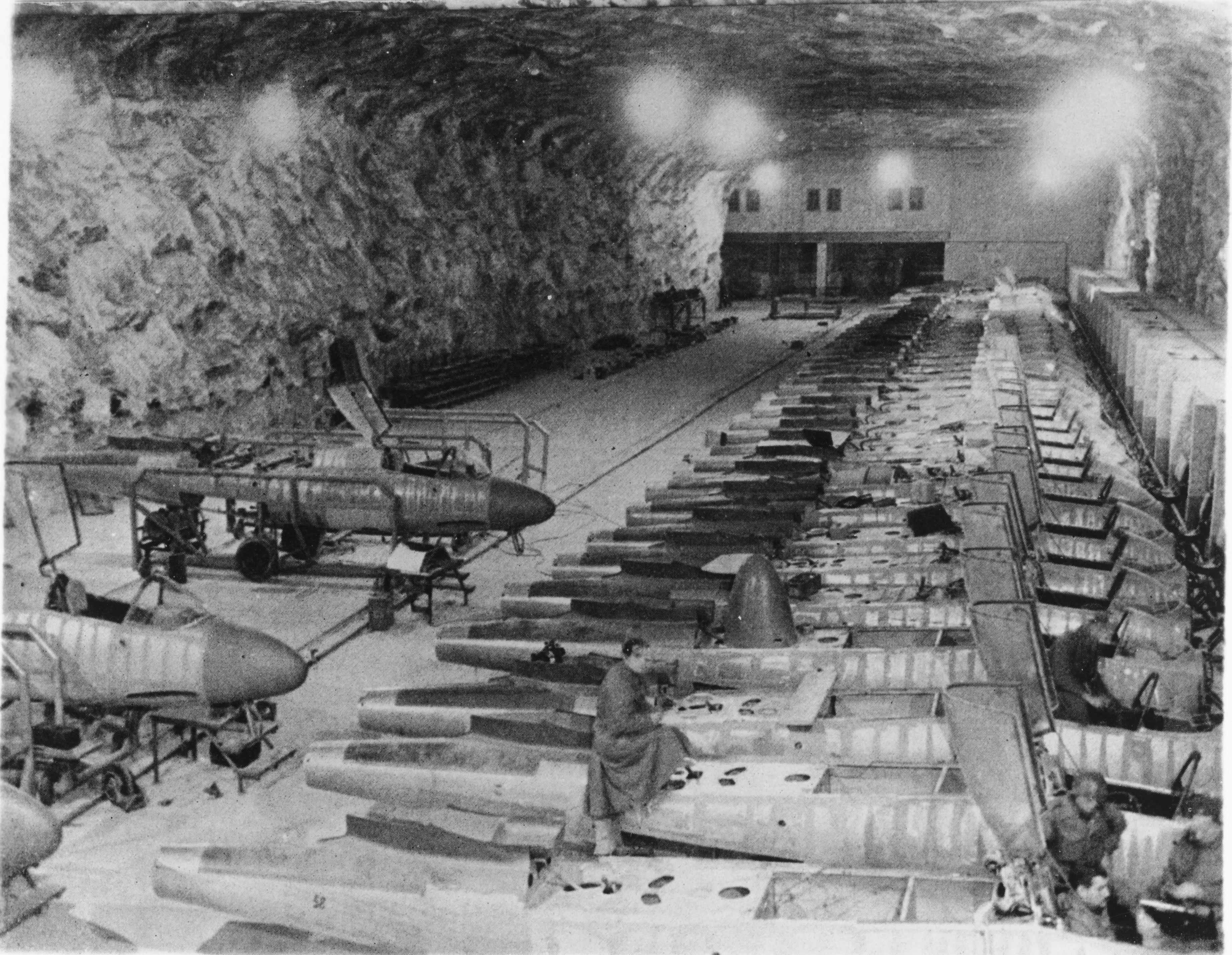
He 162的機身是木製的

He 162是一種研製時間很短的飛機，肇因第二次世界大戰即將結束，機身結構力求簡單以利大量生產（甚至無起落架指示燈，飛行員僅僅通過駕駛室下方的小窗口確定前起落架是否開啟），機身主要組件是木製的，發動機在機身上方，彼此相隔一些距離以免發動機高熱點燃木製組件，由於木製機身採用化學黏著劑進行木質料件與蒙皮的結合，對噴射機來說比較脆弱，飛行速度若快於600公里/小時的話，機身可能會解體（此處疑點在於，同為木製機身的英國蚊式轟炸機俯衝速度接近436mph，即約700公里/小時，且此說法與上文之飛機參數不符。 但，英國在木質機身的結合劑上沒有出現德國生產結合劑的品質與酸化的問題。這應該是性能差距的關鍵點。）
He 162的前起落架是借用自Ju 88轟炸機而主起落架是借用自Bf 109戰鬥機，He 162由於設計時間太少，存在不少問題，其中一個是側滑問題，若側滑超過20度，發動機噴射會吹到一邊方向舵上而令其不到位，影響其水平穩定性，另一個問題是容易失速，若失速的話唯有棄機跳傘，但彈射椅設計又有問題，彈射時飛行員要縮回雙腿，否則會發生被切腿的慘劇。
He 162是二次大戰德國戰機中，飛行速度第二高速的戰鬥機；僅次於Me 163火箭動力戰機，比起Me 262還要快一點。 戰後，皇家海軍艦載航空隊（FAA. Fleet Air Arm) 的傳奇王牌試飛員Eric Brown測試過後，對本機的評價非常高。但是他也認為這款飛機需要駕駛技術熟練的老手才能能夠妥善的操控。

## 主要生產型
- He 162 A-0

頭十架原型機
- He 162 A-1

武裝為兩門30毫米口徑MK 108機炮（各50發炮彈）
- He 162 A-2

武裝為兩門20毫米口徑MG 151机炮
其餘各型皆停留在計劃階段

## 作戰經歷
1945年3月26日一架由飛行員格哈德駕駛的He 162遇上一架落單的英軍颱風式戰鬥機，但由於此架He 162方向舵故障而未能把其擊落。

## 使用國家
- 德国：第1戰鬥機聯隊曾经装配
- 英国：德國空軍JG 1的He 162在戰爭結束時被英軍接收
- 法國：在大戰結束以後曾經試驗和使用少數幾架

## 外部連結
- The Heinkel He-162 Volksjaeger（页面存档备份，存于）
- Heinkel He 162 Volksjäger in Detail （页面存档备份，存于）
- Salamander[永久]
- 格哈德漢夫和他的He162（页面存档备份，存于）